# Werner Hoppe (Jurist)
Werner Hoppe (* 18. Juni 1930 in Münster; † 9. Juli 2009 ebenda) war ein deutscher Rechtswissenschaftler und Rechtsanwalt. Er ist vor allem mit Veröffentlichungen zu den Themen Verwaltungs-, Planungs-, Bau- und Umweltrecht hervorgetreten. Von 1972 bis 1995 hatte er an der Juristischen Fakultät der Westfälischen Wilhelms-Universität in Münster den Lehrstuhl für Öffentliches Baurecht, Planungs- und Umweltrecht inne. Als Wissenschaftler und Berater hat er die Entwicklung des öffentlichen Bau-, Planungs- und Umweltrechts in Deutschland und Europa maßgeblich beeinflusst. Er gilt als Pionier des Planungsrechts und ist Schöpfer der Abwägungslehre.

## Leben und Wirken

### Ausbildung und Tätigkeit als Anwalt
Werner Hoppe studierte Rechtswissenschaften und wurde parallel zum Referendariat 1957 an der Rechts- und staatswissenschaftlichen Fakultät der Westfälischen Wilhelms-Universität Münster bei Karl Zuhorn mit der Dissertation Die Begriffe Gebietskörperschaft und Gemeindeverband und der Rechtscharakter der nordrhein-westfälischen Landschaftsverbände zum Dr. iur. promoviert. Nach dem Zweiten Staatsexamen wurde er 1959 Rechtsanwalt und baute die spätere Kanzlei Baumeister Rechtsanwälte mit auf. Hoppe war spezialisiert auf das Öffentliche Recht und machte sich vor allem durch Verfahren zur Gebietsreform einen Namen. 1969 folgte die Ernennung zum Notar.

### Als Hochschullehrer in Münster
1970 habilitierte ihn die Rechtswissenschaftliche Fakultät der Universität Münster mit der Monographie Organstreitigkeiten vor den Verwaltungs- und Sozialgerichten. Im Jahr darauf folgte Werner Hoppe dem Ruf als ordentlicher Professor auf den neu geschaffenen Lehrstuhl für Raumplanung und Öffentliches Recht (später Öffentliches Baurecht, Planungs- und Umweltrecht) der Wilhelms-Universität, den er von 1972 bis zu seiner Emeritierung 1995 innehatte. Er engagierte sich von 1974 bis 1976 als Prorektor und erster Stellvertreter des Rektors sowie von 1980 bis 1981 als Dekan der Rechtswissenschaftlichen Fakultät in der akademischen Selbstverwaltung der Universität. Über die Jahre betreute er fünf Habilitanden und mehr als 100 Doktoranden.

### Wissenschaftliche Schwerpunkte
Vor allem auf seinen Hauptarbeitsgebieten, dem öffentlichen Bau- und Planungsrecht sowie dem Umweltrecht, war Werner Hoppe als Gutachter und Prozessvertreter aktiv und hat als Wissenschaftler und Berater die Entwicklung dieser Rechtsgebiete in Deutschland und Europa maßgeblich beeinflusst. Er gilt als Pionier des Planungsrechts und entwickelte die Abwägungslehre. Einer seiner Arbeitsschwerpunkte war Anfang bis Mitte der 1970er Jahre die heftig debattierte Gebietsreform in Nordrhein-Westfalen. Er verfasste mehrere bedeutsame Rechtsgutachten zu Kommunen, die seinerzeit strittige Fälle waren. Zusammen mit Hans-Werner Rengeling hatte er zu diesem Themenkomplex 1973 zudem das Buch Rechtsschutz bei der kommunalen Gebietsreform. Verfassungsrechtliche Maßstäbe zur Überprüfung von Neugliederungsgesetzen vorgelegt.
Neben der Raumordnung und Landesplanung trat in den folgenden Jahren das Umweltrecht immer weiter ins Zentrum seiner wissenschaftlichen Arbeit, da es für Bau- und Planungsrecht zunehmend bedeutsamer wurde. Hoppe veröffentlichte auch dazu zahlreiche Fachbeiträge und Bücher, so etwa das unter Mitarbeit von Pascale Kromarek und Ralf Bleicher entstandene Werk Die wirtschaftliche Vertretbarkeit im Umweltschutzrecht. Eine Bestandsaufnahme im Recht der Europäischen Wirtschaftsgemeinschaft (1984).
Werner Hoppe war ein sehr produktiver Autor, dessen zahlreiche Bücher in namhaften juristischen Fachverlagen wie Kohlhammer, Heymanns oder C. H. Beck erschienen. Für die Reihe Juristische Kurzlehrbücher für Studium und Praxis verfasste er unter anderem zusammen mit Martin Beckmann den Band Umweltrecht (1989) und gemeinsam mit Susan Grotefels den Band Öffentliches Baurecht (1995), die beide zu den Standardwerken auf diesen Fachgebieten gehören. Ein weiteres seiner Hauptwerke ist das zusammen mit Bernhard Stüer verfasste Nachschlagewerk Die Rechtsprechung zum Bauplanungsrecht (1995). In dem Band Grundfragen des Planungsrechts versammelte er eine Auswahl seiner maßgeblichenVeröffentlichungen auf diesem Gebiet. Die von ihm umfassend konzipierte Reihe Das Recht der Raumordnung und Landesplanung in der Bundesrepublik Deutschland. Eine systematische Gesamtdarstellung des Bundes- und Länderrechts in Einzelausgaben blieb jedoch ein Torso und kam über zwei Bände zu den Bundesländern Rheinland-Pfalz (1986) und Niedersachsen (1987) nicht hinaus.
Hoppe legte aber auch Untersuchungen zu Fragen des Bergrechts vor und betätigte sich als Herausgeber einer Abhandlung zur Reform des kommunalen Finanzausgleichs (1985) und eines Kommentars zum Gesetz über die Umweltverträglichkeitsprüfung (UVPG) (1995). Zusammen mit Michael Uechtritz gab er zuletzt das Handbuch kommunale Unternehmen (erstmals 2004) heraus.

### Engagement in Gremien und Organisationen
Hoppe war stellvertretender Vorsitzender der Vereinigung der Deutschen Staatsrechtslehrer, von 1980 bis 1997 Schriftleiter der wissenschaftlichen Zeitschrift Deutsches Verwaltungsblatt, von 1980 bis 1997 Geschäftsführender Direktor des Zentralinstituts für Raumplanung und von 1981 bis 1997 Geschäftsführender Direktor des von ihm mit gegründeten Freiherr-vom-Stein-Instituts des Landkreistages Nordrhein-Westfalen.
Von 1985 bis 1987 gehörte er dem Umweltrat an, von 1987 bis 1990 dem Sachverständigenrat für Umweltfragen und von 1994 bis 1998 dem Beirat für Raumordnung des Bundesministeriums für Raumordnung, Bauwesen und Städtebau. Er war Mitglied der Deutschen Akademie für Städtebau und Landesplanung sowie ordentliches Mitglied der Akademie für Raumforschung und Landesplanung Hannover.
Für seine Verdienste wurde er 1992 mit dem Verdienstorden des Landes Nordrhein-Westfalen ausgezeichnet.

### Rückkehr zur Anwaltstätigkeit und Tod
Nach seiner Emeritierung 1995 arbeitete Hoppe wieder als Rechtsanwalt und Of counsel bei der Anwaltskanzlei Gleiss Lutz in Stuttgart und Berlin – eine Tätigkeit, die er noch bis zu seinem 80. Geburtstag fortsetzen wollte.
Hoppe starb am 9. Juli 2009 im Alter von 79 Jahren im Hauptbahnhof Münster, von wo aus er auf dem Weg zu Gleiss Lutz in Berlin war. Von der Treppe zum Bahnsteig, der damals weder mit Fahrstuhl noch Rolltreppe erreichbar war, stürzte Hoppe mit seinem Koffer herunter und verletzte sich dabei tödlich. Die Reaktion eines Sprechers der Deutschen Bahn auf diesen Unfall („Wenn man als älterer Mensch verreist – was man nicht tun muss –, dann muss man sich halt vorher erkundigen, wie man auf den Bahnsteig kommt.“) sowie seine Ursache sorgten für Empörung und lösten eine Diskussion über den Zustand des Bahnhofs in Münster aus.

## Schriften
- Die Begriffe Gebietskörperschaft und Gemeindeverband und der Rechtscharakter der nordrhein-westfälischen Landschaftsverbände, Dissertationsschrift Universität Münster 1958 (im Druck unter diesem Titel als Heft 21 der Reihe Verwaltung und Wirtschaft, Stuttgart 1958)
- zusammen mit Karl Zuhorn: Gemeinde-Verfassung (2., völlig neubearbeitete und erweiterte Auflage), Band 1 der Reihe Das Gemeinderecht in Nordrhein-Westfalen, Siegburg 1962
- Organstreitigkeiten vor den Verwaltungs- und Sozialgerichten. Zum organisationsrechtlichen subjektiv-öffentlichen Recht innerhalb rechtsfähiger Verwaltungseinheiten, Habilitationsschrift, Siegburg 1970
- Rechtsschutz bei der Planung von Straßen und anderen Verkehrsanlagen, Habilitationsvortrag, (im Druck als Band 8 der Schriftenreihe der Neuen juristischen Wochenschrift, München 1971; 3., vollständig neu bearbeitete Auflage zusammen mit Hans Schlarmann und Reimar Buchner, München 2001, ISBN 3-406-45708-8)
- zusammen mit Hans-Werner Rengeling (unter Mitarbeit von Otto Dahl): Die kommunale Bauleitplanung. Anhand ausgewählter Entscheidungen exemplarisch dargestellt im Hinblick auf die Eigentumsgarantie und das planerische Abwägungsgebot, Reihe Materialien zum öffentlichen Recht (Nr. 4), Stuttgart, München und Hannover 1973 (ISBN 3-415-00331-0)
- zusammen mit Hans-Werner Rengeling: Rechtsschutz bei der kommunalen Gebietsreform. Verfassungsrechtliche Maßstäbe zur Überprüfung von Neugliederungsgesetzen, Band 3 der Schriften zum deutschen Kommunalrecht, Frankfurt am Main 1973 (ISBN 3-7610-4403-8)
- Wirtschaftliche Vertretbarkeit im Rahmen des Bundes-Immissionsschutzgesetzes (BImSchG). Rechtsgutachten erstattet für den Bundesminister des Innern im Auftrag des Umweltbundesamtes, Berlin, Band 8 der Schriftenreihe des Bundesministeriums des Innern, Stuttgart, Berlin, Köln und Mainz 1977 (ISBN 3-17-004327-7)
- zusammen mit Werner Ernst: Das öffentliche Bau- und Bodenrecht, Raumplanungsrecht. Juristisches Kurzlehrbuch für Studium und Praxis, München 1978 (ISBN 3-406-04988-5)
- Eingriffe in Leitungsrechte durch Straßenbaumaßnahmen. Verdrängung und Anpassung von Versorgungsleitungen infolge von Straßenbaumaßnahmen als entschädigungsrechtliches Problem. Rechtsgutachten, Band 17 der Reihe Recht, Technik, Wirtschaft, Köln, Berlin, Bonn und München 1979 (ISBN 3-452-18580-X)
- Zur bauplanungsrechtlichen Beurteilung von großen Freiflächen im unbeplanten Innenbereich gemäß § 34 BBAUG, Schriftenreihe Taxationspraxis (L, Heft 7), Wilnsdorf 1983 (ISBN 3-89061-021-8)
- unter Mitarbeit von Pascale Kromarek und Ralf Bleicher: Die wirtschaftliche Vertretbarkeit im Umweltschutzrecht. Eine Bestandsaufnahme im Recht der Europäischen Wirtschaftsgemeinschaft, Band 35 der Reihe Recht, Technik, Wirtschaft, Köln, Berlin, Bonn und München 1984 (ISBN 3-452-19955-X)
- als Herausgeber: Reform des kommunalen Finanzausgleichs, Band 4 der Schriftenreihe des Landkreistages Nordrhein-Westfalen, Köln 1985 (ISBN 3-555-00611-8)
- Nationalpark-Verordnung „Niedersächsisches Wattenmeer“ und bergbauliche Berechtigungen, Band 46 der Reihe Recht, Technik, Wirtschaft, Köln, Berlin, Bonn und München 1987 (ISBN 3-452-20953-9)
- als Herausgeber und Mitverfasser: Das Recht der Raumordnung und Landesplanung in der Bundesrepublik Deutschland. Eine systematische Gesamtdarstellung des Bundes- und Länderrechts in Einzelausgaben, Köln, Berlin, Bonn und München
  - zusammen mit Rainard Menke: Raumordnungs- und Landesplanungsrecht des Bundes und des Landes Rheinland-Pfalz, 1986 (ISBN 3-452-20220-8)
  - zusammen mit Jörg Schoeneberg: Raumordnungs- und Landesplanungsrecht des Bundes und des Landes Niedersachsen, Köln, Berlin, Bonn und München 1987 (ISBN 3-452-20803-6)
- zusammen mit Martin Beckmann: Rechtsgrundlagen und verfassungsrechtliche Grenzen der Gründung und Auflösung von Wasser- und Bodenverbänden, Band 24 der Reihe Wasserrecht und Wasserwirtschaft, Berlin 1988 (ISBN 3-503-02729-7)
- zusammen mit Martin Beckmann: Grundeigentumsschutz bei heranrückendem Bergbau. Eine Untersuchung zur Reichweite des Bestandsschutzes aus Anlass der Nordwanderung des Bergbaues in Nordrhein-Westfalen, Band 49 der Reihe Recht, Technik, Wirtschaft, Köln, Berlin, Bonn und München 1988 (ISBN 3-452-21323-4)
- zusammen mit Martin Beckmann: Umweltrecht. Juristisches Kurzlehrbuch für Studium und Praxis, München 1989 (2., vollständig überarbeitete Auflage zusammen mit Martin Beckmann und Petra Kauch, München 2000, ISBN 3-406-40448-0)
- als Herausgeber zusammen mit Alexander Schink: Kommunale Selbstverwaltung und europäische Integration, Band 16 der Schriftenreihe des Freiherr-Vom-Stein-Institutes, Köln 1990 (ISBN 3-555-00857-9)
- zusammen mit Martin Beckmann: Planfeststellung und Plangenehmigung im Abfallrecht. Vorschläge zur Erleichterung des abfallrechtlichen Zulassungsverfahrens. Rechtsgutachten. Forschungsbericht 103 03 313, Texte des Umweltbundesamtes (90,27), Berlin 1990
- Das Spannungsverhältnis von Bergwerkseigentum und Oberflächeneigentum im Lichte des Verfassungsrechts. Vortrag, gehalten vor der Juristischen Gesellschaft zu Berlin am 17. Oktober 1990, Heft 123 der Schriftenreihe der Juristischen Gesellschaft, Berlin, Berlin und New York 1991 (ISBN 3-11-012902-7)
- als Herausgeber: Aktuelle Probleme der kommunalen Selbstverwaltung. Zehn Jahre Freiherr-vom-Stein-Institut, Band 17 der Schriftenreihe des Freiherr-Vom-Stein-Institutes, Köln 1991 (ISBN 3-555-00910-9)
- als Herausgeber: Rechtsprechungslehre. Zweites internationales Symposium, Münster 1988, Köln, Berlin, Bonn und München 1992 (ISBN 3-452-22037-0)
- mit Martin Schulte: Rechtsschutz der Länder in Planfeststellungsverfahren des Bundes. Dargestellt am Beispiel des Denkmalschutzes in Nordrhein-Westfalen, Band 20 der Schriftenreihe des Freiherr-Vom-Stein-Institutes, Köln 1993 (ISBN 3-555-00994-X)
- mit Bernhard Stüer: Die Rechtsprechung zum Bauplanungsrecht. RzB. Nachschlagewerk mit Entscheidungs-, Fundstellen- und Sachverzeichnissen, Stuttgart, München, Hannover, Berlin, Weimar und Dresden 1995 (ISBN 3-415-02272-2)
- mit Susan Grotefels: Öffentliches Baurecht. Juristisches Kurzlehrbuch für Studium und Praxis, C. H. Beck’sche Verlagsbuchhandlung, München 1995
- als Herausgeber: Gesetz über die Umweltverträglichkeitsprüfung (UVPG). Kommentar, Köln, Berlin, Bonn und München 1995 (3., neu bearbeitete Auflage unter dem Titel Gesetz über die Umweltverträglichkeitsprüfung (UVPG). Kommentar mit Erläuterungen zum Umwelt-Rechtsbehelfsgesetz, Öffentlichkeitsbeteiligungsgesetz und Gesetz zur Beschleunigung von Planungsverfahren für Infrastrukturvorhaben, Köln, Berlin, Bonn und München 2007, ISBN 978-3-452-26591-3 oder ISBN 3-452-26591-9)
- als Herausgeber: Rechts- und Anwendungsprobleme der neuen Bauordnung NW, Band 24 der Schriftenreihe des Freiherr-Vom-Stein-Institutes, Köln und Stuttgart 1996 (ISBN 3-555-01095-6)
- als Herausgeber: Auswirkungen des Kreislaufwirtschafts- und Abfallgesetzes auf die öffentlich-rechtlichen Entsorgungsträger, Band 27 der Schriftenreihe des Freiherr-Vom-Stein-Institutes, Köln und Stuttgart 1996 (ISBN 3-555-01120-0)
- Grundfragen des Planungsrechts. Ausgewählte Veröffentlichungen, Band 182 der Beiträge zur Raumplanung und zum Siedlungs- und Wohnungswesen, Münster 1998 (ISBN 3-88497-150-6)
- mit Clemens Weidemann: Verwaltungsrechtliche Grundlagen dualer Entsorgungssysteme. Das Verwaltungsrechtsverhältnis zwischen Systembetreiber und Kommunen, Band 18 der Schriften zum deutschen und europäischen Umweltrecht, Köln, Berlin, Bonn und München 1999 (ISBN 3-452-24301-X)
- mit Wolfgang Spoerr: Bergrecht und Raumordnung. Einflüsse des Bau- und Raumordnungsgesetzes 1998 auf bergrechtliche Rechtspositionen und die eigentumsrechtlichen Grenzen, Band 31 der Bochumer Beiträge zum Berg- und Energierecht, Stuttgart, München, Hannover, Berlin, Weimar und Dresden 1999 (ISBN 3-415-02634-5)
- mit Bernhard Busch: Fragen des städtebaulichen Entwicklungsrechts unter besonderer Berücksichtigung von Bahnflächen, Band 198 der Beiträge zur Raumplanung und zum Siedlungs- und Wohnungswesen, Münster 2001 (ISBN 3-88497-171-9)
- Sicherheitsverantwortung im Eisenbahnwesen. Zur öffentlich-rechtlichen und zivilrechtlichen Verantwortung der Schienenbahnen, der Netzanbieter des Fahrwegs und der Hersteller von Rollmaterial und Infrastrukturanlagen für die Sicherheit im Eisenbahnwesen, Band 86 der Schriftenreihe Recht, Technik, Wirtschaft, Köln, Berlin, Bonn und München 2002 (ISBN 3-452-25108-X)
- mit Michael Uechtritz (Hrsg.): Handbuch kommunale Unternehmen, Köln 2004 (2., vollständig überarbeitete Auflage, Köln 2007, ISBN 978-3-504-40090-3 oder ISBN 3-504-40090-0)